# Rhynchosia longiflora
Rhynchosia longiflora är en ärtväxtart som beskrevs av Schinz. Rhynchosia longiflora ingår i släktet Rhynchosia och familjen ärtväxter. Inga underarter finns listade i Catalogue of Life.